# Janus-kinase
Pour les articles homonymes, voir JAK.
Les kinases Janus ou Janus-kinases (pour Just Another Kinase; JAK) forment une famille de tyrosines-kinases intracellulaires, sans fonction réceptrice. Ces molécules permettent la transduction des signaux d'origine cytokinique (voir cytokine) via la voie JAK-STAT (Janus kinase-signal transducer and activator of transcription pathway). Les premières molécules ont été en fait nommées Just Another Kinase-1 et Just Another Kinase-2 (ce qui signifie « juste une autre kinase », car elles furent trouvées parmi de nombreuses autres kinases repérées par PCR), mais furent finalement publiées sous le nom de « Janus kinase », en raison de la présence de deux domaines de type kinases, ce qui rappelait le dieu romain à deux visages, Janus. L'un des domaines présente une activité kinase, l'autre régule négativement l'activité du premier.

## Famille

Schéma de la transduction du signal mis en œuvre dans le cas de l' apoptose.

Les quatre membres de la famille JAK sont :
- la Janus-kinase 1 (JAK1)
- la Janus-kinase 2 (JAK2)
- la Janus-kinase 3 (JAK3)
- la tyrosine-kinase 2 (TYK2)

Les souris transgéniques qui n'expriment pas JAK1 ont des réponses défectueuses à certaines cytokines, telles que l'interféron-gamma. JAK1 et JAK2 sont impliquées dans la signalisation liée à l'interféron de type II (interféron-gamma), tandis que JAK1 et TYK2 sont impliquées dans la signalisation liée à l'interféron de type I. Chez les souris qui n'expriment pas TYK2, les cellules tueuses naturelles ont une activité défectueuse.

## Structure
Les membres de la famille JAK ont une taille de 120 kDa à 140 kDa et comportent sept régions d'homologie spécifiques, appelées domaines d'homologie Janus 1 à 7 (Janus homology domains, JH1 à JH7). JH1 est le domaine kinase essentiel à l'activité enzymatique des JAK et présente des caractéristiques de tyrosine kinase, notamment la présence de tyrosines conservées, nécessaires à leur activation (par exemple Y1038 / Y1039 dans JAK1, Y1007 / Y1008 dans JAK2, Y980 / Y981 dans JAK3, et Y1054 / Y1055 dans TYK2). La phosphorylation de ces doublets de tyrosines conduit aux changements conformationnels des protéines JAK, ce qui facilite la liaison de leur substrat. JH2 est un domaine pseudokinase, structurellement similaire à une tyrosine kinase et essentiel à une activité kinase normale, mais sans activité enzymatique. Ce domaine peut participer à la régulation de l'activité JH1, et tire probablement son origine d'une duplication du domaine JH1 qui a muté ensuite. Les domaines JH3 et JH4 partagent une homologie avec les domaines d'homologie Src-2 (SH2). L'extrémité amino-terminale des protéines JAK est un domaine FERM (acronyme : F pour 4.1 protein, E pour ezrin, R pour radixin et M moesin); ce domaine se trouve également chez les membres de la famille des kinases d'adhésion focale (focal adhesion kinases; FAK) et participe à l'association des JAK avec les récepteurs de cytokines et/ou d'autres kinases.

## Fonctions
Puisque les membres des familles de récepteurs de cytokines de type I et de type II ne possèdent aucune activité de kinase catalytique, ils s'appuient sur les tyrosine kinases de la famille JAK pour phosphoryler et activer les protéines en aval impliquées dans les voies de transduction concernées. Les récepteurs se présentent sous la forme de paires de polypeptides, avec, du côté intracellulaire, deux domaines de transduction de signal.
Les protéines JAK s'associent à une région riche en proline dans chaque domaine intracellulaire qui est adjacent à la membrane cellulaire et appelée région box1 / box2. Une fois que le récepteur s'est associé à sa cytokine ou à son ligand respectifs, il subit un changement de conformation, rapprochant suffisamment les deux JAK pour qu'elles se phosphorylent l'une l'autre. L'autophosphorylation des JAK leur impose un changement conformationnel, ce qui leur permet de transduire le signal intracellulaire en phosphorylant et en activant des facteurs de transcription appelés STAT (acronyme pour Signal Transducer and Activator of Transcription, or Signal Transduction And Transcription). Les facteurs STAT activés se dissocient du récepteur et forment des dimères avant de subir une translocation dans le noyau de la cellule, où ils régulent la transcription de gènes particuliers.
Quelques exemples de facteurs ou d'hormones qui utilisent la voie de signalisation JAK / STAT : le facteur CSF (colony-stimulating factor), la prolactine , l'hormone de croissance et de nombreuses cytokines.

## Implications en pathologie

### Mutations acquises de JAK2: les syndromes myéloprolifératifs non LMC
Dans la polyglobulie essentielle (maladie de Vaquez) de manière quasi constante, et moins fréquemment dans la thrombocytémie essentielle et la myélofibrose primitive pour lesquelles d'autres mutations peuvent être en cause, est retrouvé une mutation de JAK2 .
Ces maladies sont regroupées sous le terme de syndromes myéloprolifératifs non LMC (Leucémie myéloïde chronique) en raison de leur proximité physiopathologique. La leucémie myéloïde chronique, un autre syndrome myéloprolifératif, n'implique quant à lui jamais JAK2.

### Une mutation constitutionnelle déficitaire: le déficit en JAK3
Le déficit en JAK3 est un déficit immunitaire combiné sévère (DICS) de transmission autosomique récessive.

## Utilisation des inhibiteurs de protéines JAK en thérapeutique
Plusieurs molécules sont en cours de mise au point pour le traitement de différentes maladies, par exemple : le tofacitinib, le ruxolitinib, le baricitinib, le upadacitinib, le filgotinib et le momelotinib.